# Kujō Jotaro
Kujō Jōtarō (空条 承太郎 (Không Điều Thừa Thái Lang)) là nhân vật hư cấu trong bộ truyện JoJo no Kimyō na Bōken của Hirohiko Araki, đảm nhận vai trò chính trong phần truyện Stardust Crusaders. Cậu là con trai của nhạc công chuyên về jazz Kujō Sadao và Holly Joestar(Kujõ Holly), là cháu trai của Joseph Joestar.

## Xuất hiện

### Stardust Crusader

#### Thời thơ ấu
Được sinh ra tại Nhật Bản vào năm 1970, cậu là con trai mang hai dòng máu Nhật-Mĩ của nhạc công chuyên về jazz Kujō Sadao và người mẹ hiền hòa Kujō Holy, và là cháu trai của Joseph Joestar.
Trải qua tuổi thơ như bao đứa trẻ khác, Jotaro tham gia vào nhiều hoạt động. Đặc biệt cha cậu luôn coi cậu là một nibaMelon.

#### Trưởng thành
Jotaro giờ đây là một học sinh cao trung sống tại Tokyo. Suốt thời gian ngồi trên ghế nhà trường, cậu đã gây ra nhiều vụ ẩu đả, và từng vào tù vì đánh nhập viện bốn tên du côn. Suốt thời gian trong tù, cậu đọc được một lượng lớn sách và tích trữ nhiều kiến thức. Khi Holly đến thăm Jotaro, cậu nói với mẹ mình rằng cậu không muốn ra ngoài song sắt vì tin là có một "linh hồn ác quỷ" nào đó ẩn sau lưng. Linh hồn này sở hữu tốc độ nhanh đến mức có thể bắt trúng một viên đạn nhắm vào đầu Jotaro, sau khi được Joseph đến thăm, Jotaro biết được linh hồn ấy là "Stand", là thứ biểu tượng cho sức mạnh tinh thần của cậu. Sau khi biết tin DIO trở lại và có cơ thể của ông nội Joseph Joestar là Jonathan Joestar (tức ông cố của Jotaro), Jotaro cùng với Joseph, Kakyoin Noriaki, Jean-Pierre Polnareff, Mohammed Avdol và chú chó Iggy đi cùng chuyến hành trình 50 ngày đến Ai Cập để đánh bại kẻ thù trăm năm Dio và giải cứu mạng sống mẹ cậu đang bị đe dọa bởi chính Stand của bà ấy . Trải qua nhiều khó khăn do Dio và thuộc hạ của hắn gây ra thì giờ đây Jotaro cũng gặp được Dio,lúc đầu khi đối đầu với Dio và cũng được Joseph thông báo cho Jotaro biết về khả năng dừng thời gian của Dio thì Stand (Star Platinum) của cậu có vẻ yếu thế hơn so với Dio nhưng bằng tài lanh lợi vốn có của mình thì cậu cũng đã áp đảo lại được Dio và khiến hắn hai lần tí thì thua cuộc trước cầu và còn khiến hắn ngạc nhiên về khả năng đi trong dừng thời gian của cậu.Sau khi hắn hút máu của Joseph thì Dio đã mạnh hơn trước nên Dio đã đánh cậu đến con cầu.Trong khi đánh nhau với Dio, Jotaro phát hiện ra rằng mỗi lúc thì Stand của cậu, Star Platinum, có khả năng dừng thời gian rõ rằng hơn trong vài giây.Và chính khả năng này giúp cậu thắng được Dio khi tưởng chừng Jotaro đã thua khi bị xe lu của Dio giáng xuống từ trên trời khi Dio tưởng rằng hắn đã chiến thắng được dòng họ Joestar và sẽ không ai cản được mình thành bá chủ thế giới và khả năng của Stand (The World) của hắn đã tăng thêm vài giây thì Dio ,lúc đó Dio nhận ra rằng hắn càng ngày càng chậm và nhận ra rằng đây không phải là do Stand (The World) của hắn dừng lại mà khi nhận ra rồi thì Jotaro đã đứng ở sau mình,Jotaro đã giải thích rằng :"Do Stand của cậu cùng cấp độ với Stand (The World) nên cũng dừng được thời gian nhưng ít hơn rất nhiều khả năng dừng thời gian của Dio" nhưng dù ít thời gian hơn thì cậu vẫn có thể thắng được Dio,sau khi bị Stand (Star Platinum) của cậu đánh vào chân thì Dio đã cố vùng vẫy để máu ở chân của hắn bắn lên mắt Jotaro nhưng điều đó lúc này là vô ích, Jotaro đã hạ được Dio (kẻ thù của gia tộc Joestar) bằng Stand (Star Platinum) khi đánh vào chân của Stand (The World) của hắn. Kết thúc cuộc chiến Jotaro đã dùng Stand (Star Platinum) để giúp Joseph sống lại bằng truyền máu của Dio vào người Joseph và dùng Stand cho quả tim của Joseph đập trở lại,sau khi sống lại Joseph giả vờ mình là Dio sống lại và lừa Jotaro.

### Diamond Is Unbreakable
Năm 1999, Jotaro - lúc này 28 tuổi, với lượng kiến thức qua phần trước, đã tốt nghiệp ngành hàng hải và trở thành một nhà hải dương học. Anh đến thị trấn Morioh để điều tra sau khi thấy tấm ảnh về một Stand lạ (Aqua Necklace). Và ở đây cậu đã gặp được Higashikata Josuke, cậu của mình do vụ ngoại tình của Joseph Joestar với mẹ của Josuke. Sau đó khi chiến thắng được Stand lạ đó thì Jotaro,Josuke đã gặp được kẻ thù chính trong phần này là Yoshikage Kira với Stand của hắn là (Killer Queen), một stand rất mạnh.

### Stone Ocean
Sau khi kết hôn với một người phụ nữ Ý lai Nhật và có một đứa con tên Kujo Jolyne, Jotaro lúc này 40 tuổi, đến thăm người con gái 19 tuổi của ông hiện đang bị giam 15 năm ở nhà tù Green Dolphin vì tội giết người (thực chất cô hoàn toàn vô tội) và cố gắng cứu cô ra nhưng bị Whitesnake chặn đường, người điều khiểnWhitesnake không ai khác ngoài Cha Pucci

## Sức mạnh
Jotaro có khả năng nhận thức cao về những điểm cơ bản của Stand của cậu và sử dụng thành thạo mọi khả năng của nó. Trong quãng thời gian ở tù, cậu tìm đọc những cuốn sách tâm linh để hiểu rõ sức mạnh của Stand. Trong phần 4, nhờ sự tập trung và tầm cảnh giác cao, Jotaro có thể phân tích được những đặc điểm của kẻ thù trong môi trường rồi tìm ra điểm yếu của chúng.
Trong chiến đấu, Jotaro là bậc thầy về chiến thuật dẫn đến tỷ lệ thắng thế cao, thể hiện khi cậu tận dụng năng lực của The Fool để tiếp cận N'Doul, sử dụng phổi để hít một Stand dạng sương mù vào nhằm triệt tiêu nó, hay quan sát môi trường để tránh đòn chí mạng của Dio bằng cách nhét cuốn tạp chí dày đặc vào ngực.
Cậu cũng có những mánh khóe đánh lừa kẻ thù nhưng không xuất sắc bằng Joseph hồi trẻ. Sử dụng sự cảnh giác cao độ của kẻ thù rồi đánh bại chúng. Như khi cậu buộc D'Arby chơi bài đặt cược linh hồn và nhân lúc hắn cảm thấy phần thắng đã nghiêng về phía mình để rồi cậu đảo ngược tình thế, hay khi lừa Dio đánh giá thấp sức mạnh của Star Platinum rồi kết liễu hắn và dụ dỗ Dio vào tầm đánh của Star Platinum, kết liễu Dio bằng 1 nắm đấm chí tử phá tan nửa trái cơ thể của hắn. Jotaro cũng sử dụng tuyệt kỹ tồn tại trong dòng họ Joestar từ lâu, được áp dụng khi đã bị dồn chân vào thế bí là "cao chạy xa bay".

### Star Platinum
| Phần 3 – 4    | Phần 3 – 4   | Phần 3 – 4 |
| ------------- | ------------ | ---------- |
| Sức mạnh      | Tốc độ       | Phạm vi    |
| A             | A            | C          |
| Sức chịu đựng | Độ chính xác | Tiềm năng  |
| A             | A            | A          |

Star Platinum (星の白金スタープラチナ Sutā Purachina) (SP) là một trong những Stand mạnh nhất trong bộ truyện và do Jotaro điều khiển. Star Platinum được đặt tên theo lá "The Star" trong bộ bài Tarot, biểu tượng cho sự lạc quan, sự sáng suốt và niềm hi vọng. Tính cách bạo lực và luôn im lặng.
Stand này sở hữu tốc độ nhanh phi thường, bắt trúng một viên đạn ở tầm bắn gần hay phản kháng lại những đòn cực kì nhanh của Silver Chariot (khi Polnareff bị Anubis nhập) và đôi khi có thể vượt qua tốc độ ánh sáng. Sở hữu sức mạnh khủng, SP có thể đánh vỡ một khối kim cương hay ném bật một chiếc xe jeep.
Ora Ora (オラオラ) là câu nói quen thuộc của SP dùng khi dứt điểm kẻ thù và cũng chính là tên của một chiêu thức cùng tên; SP tung ra những phát đấm nhanh nhẹn với sức công phá lớn nghiền nát đối phương và các vật thể. Star Finger (流星指刺  Sutā Fingā) là đòn dùng đánh lén hay đâm xuyên đối thủ, SP chụm hai đầu ngón trỏ và giữa vào nhau rồi kéo dài trong tầm một đến hai mét.

#### Star Platinum: The World
Khi đối đầu với Dio, Jotaro nhận ra rằng mình có năng lực di chuyển trong "The World of Stopped Time" (Thế Giới Ngưng Đọng Thời gian) và dừng thời gian khoảng 4-5 giây, sau này Jotaro thường dùng nó bằng cách ra lệnh cho SP: "Star Platinum: The World!". Trong phần 4, do đã rất lâu không sử dụng nên stand của Jotaro chỉ dừng được nửa giây sau đó là 1 giây. Đến phần 6, Star Platinum đã khôi phục khả năng dừng thời gian trong 5 giây.